# Karin Ertlová
Karin Ertlová, rozená Spechtová (* 23. června 1974 Immenstadt, Bavorsko) je bývalá německá atletka, specialistka na sedmiboj a halový pětiboj.

## Sportovní kariéra
Je halovou mistryní Evropy z roku 2000. Ve své sbírce má bronzovou medaili z HME 1998 a bronz z halového mistrovství světa 2001, které se konala v portugalském Lisabonu.
V roce 1993 se stala ve španělském San Sebastiánu juniorskou vicemistryní Evropy. Na halovém mistrovství Evropy ve Stockholmu 1996 obsadila šesté místo. O rok později skončila na mistrovství Evropy v Budapešti sedmá. Na světovém šampionátu v Seville 1999 se umístila s celkovým počtem 6 317 bodů na šesté pozici. O příčku výše skončila na mistrovství světa 2001 v kanadském Edmontonu. Reprezentovala na Letních olympijských hrách 2000 v Sydney, kde s konečným součtem 6 209 bodů obsadila sedmé místo. Po mateřské dovolené se v roce 2004 zúčastnila Letní olympiády v Athénách, kde skončila na 17. místě (6 095 bodů).

### Osobní rekordy
- halový pětiboj – 4 678 bodů – 9. března 2001, Lisabon
- sedmiboj – 6 396 bodů – 4. června 2000, Götzis